# Escueillens-et-Saint-Just-de-Bélengard
Escueillens-et-Saint-Just-de-Bélengard é uma comuna francesa na região administrativa de Occitânia, no departamento de Aude. Estende-se por uma área de 11,2 km². Em 2010 a comuna tinha 152 habitantes (densidade: 13,6 hab./km²).